# Aleksandr Kerjakov
Aleksandr Anatolievici Kerjakov (în rusă Алекса́ндр Анато́льевич Кержако́в}; n. 27 noiembrie 1982, Kingisepp, RSFS Rusă, URSS) este un fotbalist rus care evoluează pe postul de atacant la clubul rus Zenit Sankt Petersburg și la echipa națională de fotbal a Rusiei.

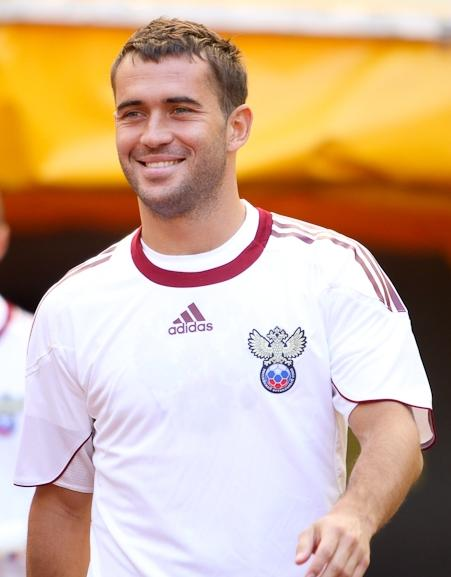
Kerlakov la naționala Rusiei în 2011

Din 2013 el este cel mai prolific marcator din istoria fotbalului rusesc, cu peste 200 de goluri marcate în meciurile competitive.
Kerjakov a reprezentat Rusia la două campionate mondiale și două campionate europene de fotbal. În 2014 el a bătut recordul lui Vladimir Besceastnîh la numărul de goluri marcate pentru Rusia.

## Statistici carieră

### Club
| Club                 | Sezon         | Campionat | Campionat | Cupă    | Cupă   | Europa  | Europa | Altele  | Altele | Total   | Total  |
| Club                 | Sezon         | Meciuri   | Goluri    | Meciuri | Goluri | Meciuri | Goluri | Meciuri | Goluri | Meciuri | Goluri |
| -------------------- | ------------- | --------- | --------- | ------- | ------ | ------- | ------ | ------- | ------ | ------- | ------ |
| Zenit St. Petersburg | 2001          | 28        | 6         | 5       | 2      | 0       | 0      | 0       | 0      | 33      | 8      |
| Zenit St. Petersburg | 2002          | 29        | 14        | 2       | 0      | 2       | 2      | 0       | 0      | 33      | 16     |
| Zenit St. Petersburg | 2003          | 27        | 13        | 3       | 3      | 0       | 0      | 0       | 0      | 30      | 16     |
| Zenit St. Petersburg | 2004          | 29        | 18        | 6       | 6      | 7       | 6      | 0       | 0      | 42      | 30     |
| Zenit St. Petersburg | 2005          | 25        | 7         | 5       | 5      | 8       | 3      | 0       | 0      | 38      | 15     |
| Zenit St. Petersburg | 2006          | 21        | 6         | 2       | 0      | 6       | 4      | 0       | 0      | 29      | 10     |
| Zenit St. Petersburg | Total         | 159       | 64        | 23      | 16     | 23      | 15     | 0       | 0      | 205     | 95     |
| Sevilla              | 2006–07       | 15        | 5         | 5       | 0      | 8       | 2      | 0       | 0      | 27      | 7      |
| Sevilla              | 2007–08       | 11        | 3         | 3       | 0      | 3       | 1      | 2       | 0      | 19      | 4      |
| Sevilla              | Total         | 26        | 8         | 8       | 0      | 11      | 3      | 2       | 0      | 46      | 11     |
| Dinamo Moscova       | 2008          | 27        | 7         | 2       | 1      | 0       | 0      | 0       | 0      | 29      | 8      |
| Dinamo Moscova       | 2009          | 24        | 12        | 2       | 2      | 4       | 1      | 0       | 0      | 30      | 15     |
| Dinamo Moscova       | Total         | 51        | 19        | 4       | 3      | 4       | 1      | 0       | 0      | 59      | 23     |
| Zenit St. Petersburg | 2010          | 28        | 13        | 3       | 0      | 5       | 4      | 0       | 0      | 36      | 17     |
| Zenit St. Petersburg | 2011–12       | 32        | 23        | 3       | 0      | 7       | 1      | 0       | 0      | 42      | 24     |
| Zenit St. Petersburg | 2012–13       | 23        | 10        | 0       | 0      | 8       | 1      | 1       | 0      | 32      | 11     |
| Zenit St. Petersburg | 2013–14       | 19        | 6         | 1       | 0      | 11      | 3      | 0       | 0      | 27      | 9      |
| Zenit St. Petersburg | 2014–15       | 14        | 3         | 1       | 0      | 6       | 1      | 0       | 0      | 21      | 4      |
| Total                | Total         | 108       | 55        | 8       | 0      | 37      | 11     | 1       | 0      | 158     | 65     |
| Total carieră        | Total carieră | 344       | 146       | 43      | 19     | 55      | 28     | 3       | 0      | 468     | 194    |

### Goluri internaționale
| #  | Data       | Stadion                                      | Adversar          | Scor | Rezultat | Competiția                                             |
| -- | ---------- | -------------------------------------------- | ----------------- | ---- | -------- | ------------------------------------------------------ |
| 1  | 2002-08-21 | Stadionul Lokomotiv, Moscova, Rusia          | Suedia            | 1–0  | 1–1      | Meci amical                                            |
| 2  | 2002-09-07 | Stadionul Lokomotiv, Moscova, Rusia          | Republica Irlanda | 3–1  | 4–2      | Preliminariile Campionatului European de Fotbal 2004   |
| 3  | 2002-10-16 | Central Stadium, Volgograd, Rusia            | Albania           | 1–0  | 4–1      | Preliminariile Campionatului European de Fotbal 2004   |
| 4  | 2005-03-26 | Rheinpark Stadion, Vaduz, Liechtenstein      | Liechtenstein     | 0–1  | 1–2      | Calificările pentru Campionatul Mondial de Fotbal 2006 |
| 5  | 2005-09-03 | Stadionul Lokomotiv, Moscova, Rusia          | Liechtenstein     | 1–0  | 2–0      | Calificările pentru Campionatul Mondial de Fotbal 2006 |
| 6  | 2005-09-03 | Stadionul Lokomotiv, Moscova, Rusia          | Liechtenstein     | 2–0  | 2–0      | Calificările pentru Campionatul Mondial de Fotbal 2006 |
| 7  | 2005-10-08 | Stadionul Lokomotiv, Moscova, Rusia          | Luxemburg         | 2–0  | 5–1      | Calificările pentru Campionatul Mondial de Fotbal 2006 |
| 8  | 2007-03-24 | A. Le Coq Arena, Tallinn, Estonia            | Estonia           | 0–1  | 0–2      | Preliminariile Campionatului European de Fotbal 2008   |
| 9  | 2007-03-24 | A. Le Coq Arena, Tallinn, Estonia            | Estonia           | 0–2  | 0–2      | Preliminariile Campionatului European de Fotbal 2008   |
| 10 | 2007-06-02 | Stadionul Petrovski, Sankt Petersburg, Rusia | Andorra           | 1–0  | 4–0      | Preliminariile Campionatului European de Fotbal 2008   |
| 11 | 2007-06-02 | Stadionul Petrovski, Sankt Petersburg, Rusia | Andorra           | 2–0  | 4–0      | Preliminariile Campionatului European de Fotbal 2008   |
| 12 | 2007-06-02 | Stadionul Petrovski, Sankt Petersburg, Rusia | Andorra           | 3–0  | 4–0      | Preliminariile Campionatului European de Fotbal 2008   |
| 13 | 2007-09-08 | Stadionul Lokomotiv, Moscova, Rusia          | Macedonia de Nord | 3–0  | 3–0      | Preliminariile Campionatului European de Fotbal 2008   |
| 14 | 2009-06-10 | Helsinki Olympic Stadium, Helsinki, Finland  | Finlanda          | 0–1  | 0–3      | Calificările pentru Campionatul Mondial de Fotbal 2010 |
| 15 | 2009-06-10 | Helsinki Olympic Stadium, Helsinki, Finland  | Finlanda          | 0–2  | 0–3      | Calificările pentru Campionatul Mondial de Fotbal 2010 |
| 16 | 2010-10-08 | Aviva Stadium, Dublin, Irlanda               | Republica Irlanda | 0–1  | 2–3      | Preliminariile Campionatului European de Fotbal 2012   |
| 17 | 2010-10-12 | Philip II Arena, Skopje, Macedonia           | Macedonia de Nord | 0–1  | 0–1      | Preliminariile Campionatului European de Fotbal 2012   |
| 18 | 2012-05-25 | Stadionul Lokomotiv, Moscova, Rusia          | Uruguay           | 1–1  | 1–1      | Meci amical                                            |
| 19 | 2012-06-01 | Letzigrund, Zürich, Elveția                  | Italia            | 0–1  | 0–3      | Meci amical                                            |
| 20 | 2012-09-11 | National Stadium, Ramat Gan, Israel          | Israel            | 0–1  | 0–4      | Calificările pentru Campionatul Mondial de Fotbal 2014 |
| 21 | 2012-09-11 | National Stadium, Ramat Gan, Israel          | Israel            | 0–3  | 0–4      | Calificările pentru Campionatul Mondial de Fotbal 2014 |
| 22 | 2012-10-12 | Stadionul Lujniki, Moscova, Rusia            | Portugalia        | 1–0  | 1–0      | Calificările pentru Campionatul Mondial de Fotbal 2014 |
| 23 | 2013-09-06 | Central Stadium, Kazan, Rusia                | Luxemburg         | 3–0  | 4–1      | Calificările pentru Campionatul Mondial de Fotbal 2014 |
| 24 | 2013-10-11 | Stade Josy Barthel, Luxemburg, Luxemburg     | Luxemburg         | 0–4  | 0–4      | Calificările pentru Campionatul Mondial de Fotbal 2014 |
| 25 | 2014-05-26 | Stadionul Petrovski, Sankt Petersburg, Rusia | Slovacia          | 1–0  | 1–0      | Meci amical                                            |
| 26 | 2014-06-18 | Arena Pantanal, Cuiabá, Brazilia             | Coreea de Sud     | 1–1  | 1–1      | Campionatul Mondial de Fotbal 2014                     |
| 27 | 2014-09-03 | Arena Himki, Himki, Rusia                    | Azerbaidjan       | 1–0  | 4–0      | Meci amical                                            |
| 28 | 2014-09-03 | Arena Himki, Himki, Rusia                    | Azerbaidjan       | 2–0  | 4–0      | Meci amical                                            |
| 29 | 2014-11-18 | Groupama Arena, Budapesta, Ungaria           | Ungaria           | 0–2  | 1–2      | Meci amical                                            |
| 30 | 2015-06-07 | Arena Himki, Himki, Rusia                    | Belarus           | 4–2  | 4–2      | Meci amical                                            |

## Palmares

### Club
Zenit
- Prima Ligă Rusă: 2003, 2010, 2011-12, 2014-15
- Cupa Rusiei
- Supercupa Rusiei: 2011

Sevilla
- Cupa UEFA: 2006–07
- Supercopa de España: 2007
- Copa del Rey: 2006–07